# Mohamed Ismail Youssef
Mohamed Ismail Youssef (arabisch محمد إسماعيل يوسف; * 10. August 1967) ist ein ehemaliger katarischer Leichtathlet.
Der Mittelstreckenläufer stellte im Jahr 1987 mit 1:46,16 Minuten im 800-Meter-Lauf seine persönliche Bestmarke auf.
Mohamed Ismail Youssef qualifizierte sich für die Olympischen Spiele 1988 in Seoul, bei denen er in der Disziplin 800-Meter-Lauf antrat. Er beendete die Strecke mit einer Zeit von 1:48,20 Minuten und kam nicht über die erste Runde hinaus. Auch bei den Olympischen Spielen 1992 in Barcelona trat er für sein Heimatland Katar in der Disziplin 800-Meter-Lauf an. Diesmal benötigte er 1:49,32 Minuten für die Strecke und schied erneut in der ersten Runde aus.